# Specialist Games
Gli Specialist Games (traduzione giochi specialistici) sono una linea di giochi soprattutto da tavolo ("board games"), confezionati in scatola, dell'azienda Games Workshop oppure di altre società che gli fanno capo come Forge World e Black Industries.
La Games Workshop si occupa della produzione e commercializzazione maggiormente di titoli del tipo tridimensionale e di vario materiale per i giochi con soldatini, invece Forge World fa giochi di guerra-"wargames" con veicoli e relativi modellini), mentre Black Industries è specializzata nello sviluppo di giochi di ruolo-"Role Planing Games" con creature e relative miniature).
La linea è pensata per i veterani dei prodotti principali di tattica e poi anche per chi si voglia dedicare a nuovi giochi ispirati alle relative ambientazioni di quelli (come Warhammer WH, ma pure altri) e spesso sono del tutto di uno dei due tipi:
- di guerra: per inscenare battaglie grandiose, come riproposizioni in scala minore degli stessi giochi iniziali, con maggiore interesse per la strategia invece che per la tattica
- di ruolo: per scontri tra piccoli gruppi ("party") e singoli personaggi, con attenzione all'azione più che alla tattica.

## Assistenza per i titoli
A differenza degli altri giochi della Games Workshop, i manuali dei giochi Specialist non subiscono aggiornamenti (a parte rare eccezioni) e raramente vengono prodotte nuove miniature specifiche per questa serie di giochi. Per questo motivo nella community ufficiale della GW, oggi non più esistente, venne creato un gruppo di giocatori per sviluppare questi giochi chiamato Team Fanatic, con lo scopo di correggere e aggiornare i manuali o creare nuovi supplementi ai vari giochi tramite la loro rivista online il Fanatic Magazine, grazie al quale oggi sono disponibili in italiano i manuali di questi giochi molto di nicchia come, ad esempio, il manuale di Epic Armageddon, tuttora disponibile gratuitamente online in formato elettronico.

## Giochi della serie
Questa serie include:
- Battlefleet Gothic, che sposta la battaglia nello spazio, facendo combattere le flotte spaziali delle diverse razze di Warhammer 40.000
- Blood Bowl
- Mordheim
- Necromunda
- Epic, anche detto Epic Armageddon dall'ultima edizione, permette battaglie su larga scala
  - Imperial Armour, espansione di Epic ed Apocalisse, pubblicata dalla Forge World
- Inquisitor
- Warmaster, trasposizione di Epic per Warhammer Fantasy Battle
- Aeronautica Imperialis, i cui modelli sono utilizzabili in Epic, sposta la battaglia nei cieli dei pianeti tra i caccia e i bombardieri dell'aviazione

## Distribuzione dei titoli
Alcuni di questi giochi, come Aeronautica Imperialis e Battlefleet Gotich, sono edite su esclusiva della Forge World, controllata della Games Workshop rendendo questi giochi, di fatto, ancora più per i soli fanatici di Warhammer 40.000, potendo i modelli essere ordinati solamente attraverso internet.